# Verdi Square

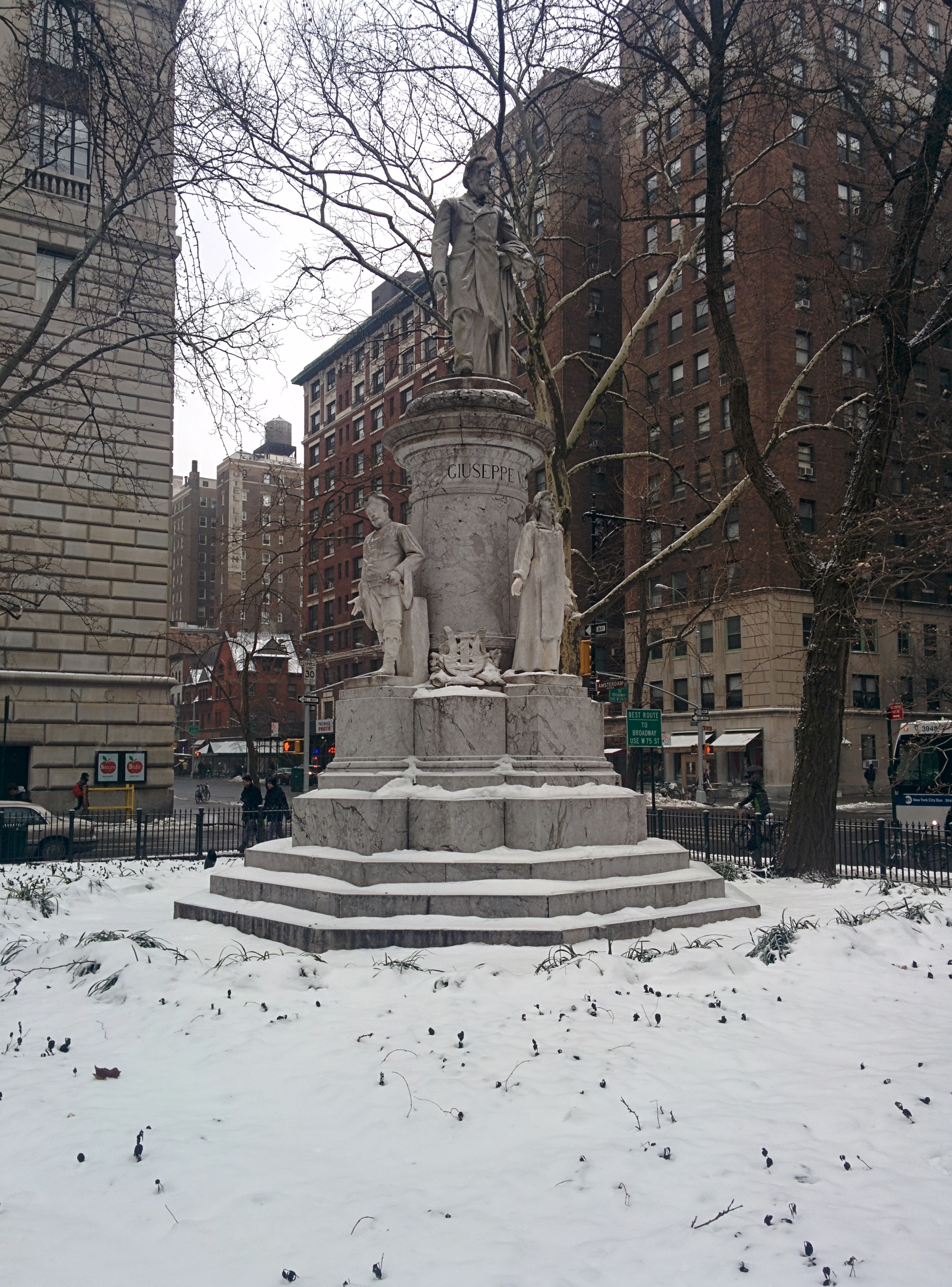
Verdi Square, con el monumento a Giuseppe Verdi.

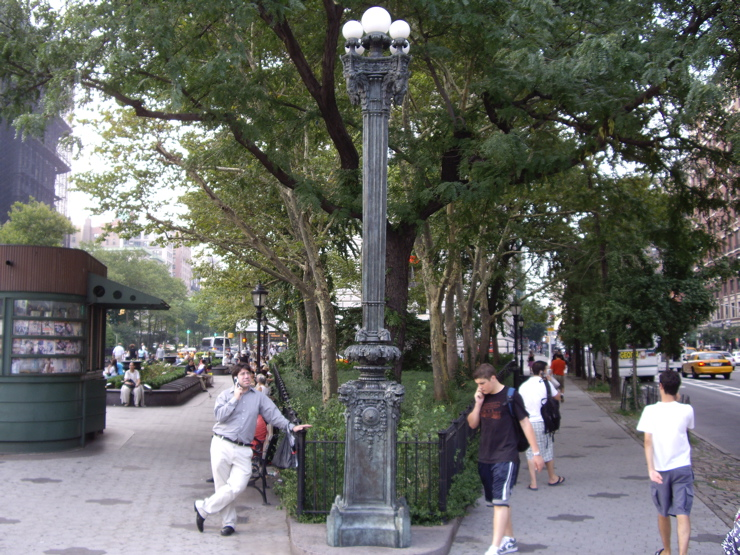
La farola de bronce que antiguamente se encontraba junto al Memorial a los Bomberos en Riverside Drive fue colocada aquí en la remodelación de Verdi Square en 2004.

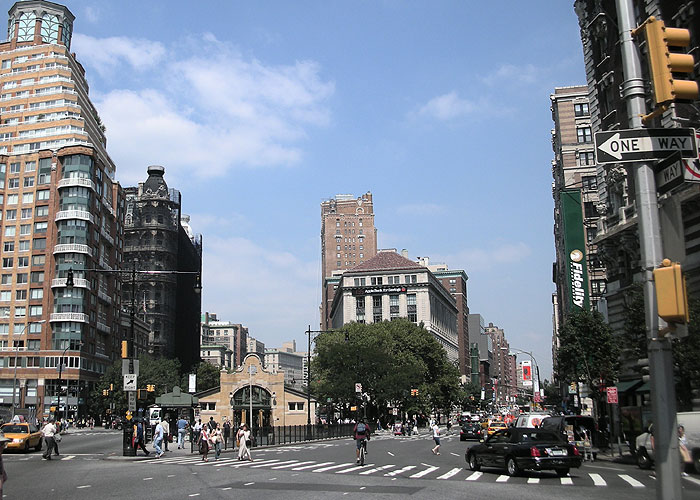
La entrada original de la estación de la calle 72 en Verdi Square.

Verdi Square es un pequeño parque triangular rodeado por una verja, situado en el Upper West Side de Manhattan, entre las calles 72 y 73, Broadway y la Décima Avenida. Al sur la plaza da hacia la calle 72; al otro lado de esta calle se encuentra la Sherman Square. En el lado norte, el parque está rodeado por el edificio de estilo neorrenacentista florentino del Central Savings Bank, actual Apple Bank for Savings; este edificio trapezoidal, que tiene un gran patio de operaciones abovedado de 20 m de altura, fue diseñado por el estudio de arquitectura York and Sawyer y construido entre 1926 y 1928. La plaza ha sido designada monumento escénico de Nueva York por la Comisión para la Preservación de Monumentos Históricos de Nueva York.

## Monumento
En el centro de Verdi Square se encuentra un monumento al compositor italiano de ópera Giuseppe Verdi, erigido en 1906. En la cima de este monumento se encuentra una estatua de Verdi realizada por Pasquale Civiletti (1858–1952) y por debajo, en la base, hay estatuas de cuatro de sus personajes más famosos (Falstaff al oeste, Leonora de La fuerza del destino al sur, Aida al norte y Otelo al este). Según el diseño del paisajismo realizado por Lynden Miller en 2004, alrededor de la estatua hay flores que florecen en los meses de primavera y verano.

## Entrada de metro
Bajo la plaza se encuentra la estación de la calle 72 del Metro de Nueva York, servida por los trenes 1, 2 y 3. La entrada a la estación situada en Verdi Square es una de las tres únicas entradas originales que se conservan en la línea de la Séptima Avenida–Broadway.

## Historia
En las décadas de 1960 y 1970, Verdi Square y Sherman Square eran conocidas por los consumidores y traficantes de drogas de la ciudad como Needle Park («parque de las agujas»), como se muestra en la película dramática de 1971 The Panic in Needle Park, dirigida por Jerry Schatzberg y protagonizada por Al Pacino en su segunda aparición en una película.
Una nueva entrada a la estación de la calle 72, completada en 2002, ha aumentado la zona peatonal hacia el oeste, ocupando un antiguo carril de tráfico de Broadway. La construcción de la nueva entrada ha incorporado Verdi Square como parte de la nueva zona peatonal. Esto, junto con una mayor presencia del Departamento de Policía de Nueva York, ha hecho que disminuya la popularidad de la zona entre los criminales y ha contribuido a la gentrificación del barrio.
En 2006 un grupo de amantes de la música del Upper West Side, en asociación con el Departamento de Parques de Nueva York, crearon un festival anual llamado Verdi Square Festival of the Arts, una serie de tres conciertos gratuitos al aire libre que se celebran los domingos de septiembre por la tarde y presentan a jóvenes músicos con un repertorio que va de la ópera al bluegrass. El festival trae de nuevo la música a una plaza que ha sido frecuentada por Caruso, Chaliapin, Toscanini, los hermanos George Gershwin e Ira Gershwin y otros músicos famosos.